# Vera Squarcialupi
Vera Liliana Squarcialupi (Pola, 5 agosto 1928 – Milano, 3 aprile 2021) è stata una politica italiana, esponente del Partito Comunista Italiano, indipendente di sinistra, e già parlamentare europea.

## Biografia

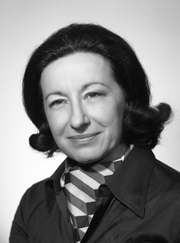
Vera Squarcialupi al Senato

Giornalista dal 1955 presso la sede RAI di Roma si occupa di trasmissioni e servizi per i GR1 e GR2 sino a scegliere la carriera politica nel 1976.
È stata senatrice per la Lombardia nel 1976 e nel 1996, eletta alle elezioni europee del 1979, e poi riconfermata nel 1984, per le liste del PCI. È stata membro dell'agenzia per la protezione dell'ambiente, la sanità pubblica e la tutela dei consumatori, della Delegazione per le relazioni con l'Australia e la Nuova Zelanda, della Delegazione per le relazioni con il Giappone.
Ha aderito al gruppo parlamentare "Gruppo Comunista e Apparentati".